# Antiblemma lilacina
Antiblemma lilacina là một loài bướm đêm trong họ Erebidae.